# Tillandsia tripinnata
Tillandsia tripinnata är en gräsväxtart som först beskrevs av John Gilbert Baker, och fick sitt nu gällande namn av Carl Christian Mez. Tillandsia tripinnata ingår i släktet Tillandsia och familjen Bromeliaceae. Inga underarter finns listade i Catalogue of Life.